# 1779 Paraná
1779 Paraná este un asteroid din centura principală, descoperit pe 15 iunie 1950, de Miguel Itzigsohn.